# Internazionali d'Italia 2022 - Qualificazioni singolare maschile
Le qualificazioni del singolare maschile degli Internazionali d'Italia 2022 sono un torneo di tennis preliminare per accedere alla fase finale della manifestazione. I vincitori dell'ultimo turno sono entrati di diritto nel tabellone principale. In caso di ritiro di uno o più giocatori aventi diritto a questi sono subentrati i lucky loser, ossia i giocatori che hanno perso nell'ultimo turno ma che avevano una classifica più alta rispetto agli altri partecipanti che avevano comunque perso nel turno finale.

## Teste di serie
1. Sebastián Báez (qualificato)
2. Holger Rune (primo turno)
3. Ugo Humbert (primo turno)
4. Alex Molčan (primo turno)
5. Francisco Cerúndolo (qualificato)
6. Márton Fucsovics (ultimo turno, ritirato)
7. Marcos Giron (ultimo turno, lucky loser)

1. Laslo Đere (qualificato)
2. Mackenzie McDonald (primo turno)
3. Tallon Griekspoor (qualificato)
4. Federico Coria (primo turno)
5. Emil Ruusuvuori (ultimo turno, lucky loser)
6. Benoît Paire (primo turno)
7. Maxime Cressy (ultimo turno)

## Qualificati
1. Sebastián Báez
2. Laslo Đere
3. Brandon Nakashima
4. Giulio Zeppieri

1. Francisco Cerúndolo
2. Dušan Lajović
3. Tallon Griekspoor

### Lucky loser
1. Marcos Giron

1. Emil Ruusuvuori

## Tabellone

### Legenda
| - Q = Qualificato - WC = Wild card - LL = Lucky loser | - ALT = Alternate - SE = Special Exempt - PR = Protected Ranking | - w/o = Walkover - r = Ritirato - d = Squalificato |

### Sezione 1
|  | Primo turno | Primo turno     | Primo turno    | Primo turno | Primo turno |  |  | Ultimo turno | Ultimo turno    | Ultimo turno | Ultimo turno | Ultimo turno |  |
|  |             |                 |                |             |             |  |  |              |                 |              |              |              |  |
|  | 1           | Sebastián Báez  | Sebastián Báez | 6           | 6           |  |  |              |                 |              |              |              |  |
|  |             | Kwon Soon-woo   | Kwon Soon-woo  | 4           | 4           |  |  | 1            | Sebastián Báez  | 63           | 6            | 7            |  |
|  | WC          | Giovanni Fonio  | 4              | 7           | 3           |  |  | 12           | Emil Ruusuvuori | 7            | 4            | 5            |  |
|  | 12          | Emil Ruusuvuori | 6              | 67          | 6           |  |  |              |                 |              |              |              |  |

### Sezione 2
|  | Primo turno | Primo turno        | Primo turno        | Primo turno | Primo turno |  |  | Ultimo turno | Ultimo turno | Ultimo turno | Ultimo turno | Ultimo turno |  |
|  |             |                    |                    |             |             |  |  |              |              |              |              |              |  |
|  | 2           | Holger Rune        | 1                  | 6           | 3           |  |  |              |              |              |              |              |  |
|  |             | Hugo Dellien       | 6                  | 1           | 6           |  |  |              | Hugo Dellien | Hugo Dellien | 4            | 2            |  |
|  |             | Thanasi Kokkinakis | Thanasi Kokkinakis | 4           | 4           |  |  | 8            | Laslo Đere   | Laslo Đere   | 6            | 6            |  |
|  | 8           | Laslo Đere         | Laslo Đere         | 6           | 6           |  |  |              |              |              |              |              |  |

### Sezione 3
|  | Primo turno | Primo turno       | Primo turno       | Primo turno | Primo turno |  |  | Ultimo turno | Ultimo turno      | Ultimo turno      | Ultimo turno | Ultimo turno |  |
|  |             |                   |                   |             |             |  |  |              |                   |                   |              |              |  |
|  | 3           | Ugo Humbert       | Ugo Humbert       | 3           | 3           |  |  |              |                   |                   |              |              |  |
|  |             | Brandon Nakashima | Brandon Nakashima | 6           | 6           |  |  |              | Brandon Nakashima | Brandon Nakashima | 6            | 7            |  |
|  |             | Kamil Majchrzak   | Kamil Majchrzak   | 6           | 6           |  |  |              | Kamil Majchrzak   | Kamil Majchrzak   | 4            | 65           |  |
|  | 11          | Federico Coria    | Federico Coria    | 4           | 2           |  |  |              |                   |                   |              |              |  |

### Sezione 4
|  | Primo turno | Primo turno     | Primo turno     | Primo turno | Primo turno |  |  | Ultimo turno | Ultimo turno    | Ultimo turno | Ultimo turno | Ultimo turno |  |
|  |             |                 |                 |             |             |  |  |              |                 |              |              |              |  |
|  | 4           | Alex Molčan     | 7               | 3           | 2           |  |  |              |                 |              |              |              |  |
|  | WC          | Giulio Zeppieri | 63              | 6           | 6           |  |  | WC           | Giulio Zeppieri | 4            | 6            | 7            |  |
|  | WC          | Francesco Forti | Francesco Forti | 1           | 3           |  |  | 14           | Maxime Cressy   | 6            | 4            | 65           |  |
|  | 14          | Maxime Cressy   | Maxime Cressy   | 6           | 6           |  |  |              |                 |              |              |              |  |

### Sezione 5
|  | Primo turno | Primo turno         | Primo turno         | Primo turno | Primo turno |  |  | Ultimo turno | Ultimo turno        | Ultimo turno        | Ultimo turno | Ultimo turno |  |
|  |             |                     |                     |             |             |  |  |              |                     |                     |              |              |  |
|  | 5           | Francisco Cerúndolo | Francisco Cerúndolo | 7           | 6           |  |  |              |                     |                     |              |              |  |
|  |             | Yoshihito Nishioka  | Yoshihito Nishioka  | 65          | 3           |  |  | 5            | Francisco Cerúndolo | Francisco Cerúndolo | 6            | 7            |  |
|  |             | João Sousa          | João Sousa          | 6           | 6           |  |  |              | João Sousa          | João Sousa          | 2            | 64           |  |
|  | 9           | Mackenzie McDonald  | Mackenzie McDonald  | 2           | 4           |  |  |              |                     |                     |              |              |  |

### Sezione 6
|  | Primo turno | Primo turno      | Primo turno   | Primo turno | Primo turno |  |  | Ultimo turno | Ultimo turno     | Ultimo turno     | Ultimo turno | Ultimo turno |  |
|  |             |                  |               |             |             |  |  |              |                  |                  |              |              |  |
|  | 6           | Márton Fucsovics | 4             | 6           | 6           |  |  |              |                  |                  |              |              |  |
|  |             | Denis Kudla      | 6             | 1           | 4           |  |  | 6            | Márton Fucsovics | Márton Fucsovics | 0            | r            |  |
|  |             | Dušan Lajović    | Dušan Lajović | 6           | 7           |  |  |              | Dušan Lajović    | Dušan Lajović    | 4            |              |  |
|  | 13          | Benoît Paire     | Benoît Paire  | 2           | 5           |  |  |              |                  |                  |              |              |  |

### Sezione 7
|  | Primo turno | Primo turno       | Primo turno       | Primo turno | Primo turno |  |  | Ultimo turno | Ultimo turno      | Ultimo turno      | Ultimo turno | Ultimo turno |  |
|  |             |                   |                   |             |             |  |  |              |                   |                   |              |              |  |
|  | 7           | Marcos Giron      | 67                | 6           | 6           |  |  |              |                   |                   |              |              |  |
|  | WC          | Gianmarco Ferrari | 7                 | 3           | 2           |  |  | 7            | Marcos Giron      | Marcos Giron      | 67           | 2            |  |
|  |             | Adrian Mannarino  | Adrian Mannarino  | 4           | 4           |  |  | 10           | Tallon Griekspoor | Tallon Griekspoor | 7            | 6            |  |
|  | 10          | Tallon Griekspoor | Tallon Griekspoor | 6           | 6           |  |  |              |                   |                   |              |              |  |